# 潘立宙
潘立宙（1927年8月—2021年2月16日），男，江苏吴县人，中国地质力学家，原上海工业大学教授。中国力学学会第五届理事会理事。

## 生平
1952年毕业于清华大学机械工程系，留校任助教。1957年考入中国科学院力学研究所，攻读弹性力学副博士研究生，师从钱伟长教授，1958年因为反右运动受到牵连，被派往新疆工作。1964年，由钱伟长推荐，时任地质部部长李四光亲自将潘立宙调入地质部地质力学研究所工作。1981年晋升研究员。1983年调入上海工业大学，1984年7月起任上海市应用数学和力学研究所副所长、固体力学研究室主任，《应用数学和力学》杂志常务编委。1987年获上海市劳动模范称号。1995年退休。2021年2月16日逝世。